# 丸龜市
丸龜市（日语：／ Marugame shi */?）是位於日本香川縣中西部的城市，也是縣内人口數第二多的城市。北邊鄰瀨戶內海國立公園，南部為讚岐山脈，土器川流經市內並往東北注入瀨戶內海，中心市區則集中在予讚線的丸龜站周邊。當地在16世紀末期作為丸龜城周邊的城下町而逐漸繁榮，並且以製鹽與製作丸龜團扇為主要產業，但1970年代逐漸將鹽田轉變為工業園區用地。當地以製作丸龜團扇而聞名，其產量佔日本團扇總產量的90%，並且於1997年被指定為日本的傳統工藝品。
2023年，丸龜市被荷蘭的綠色旅遊目的地基金會評選為全球百大綠色目的地的地區之一。

## 地理
丸龜市地處讚岐平原上，轄區包括位於瀨戶內海上的鹽飽群島中的11個島嶼，包括本島、廣島、手島、小手島、牛島等島嶼。海拔422公尺的飯野山坐落在轄區東北邊與坂出市的交界上，其北方則為青之山。

### 氣候
當地在氣候上屬於瀨戶內海式氣候，氣候溫暖且雨量較少，因此市內具有相當多的貯水池。丸龜市的年均溫約為16度，冬季氣溫多在5度以上，年降雨量則約1000毫米。

## 人口
| 丸龜市人口分布圖 |                                               |  |
| 丸龜市與日本全國年齡別人口分布比較圖 （2005年資料） | 丸龜市的年齡、男女別人口分布圖 （2005年資料） |  |
| ■紫色是丸龜市 ■綠色是全国 | ■藍色是男性 ■紅色是女性                       |  |
| 丸龜市人口變化 \| 1970年 \| 78,263人 \| \| \| 1975年 \| 87,617人 \| \| \| 1980年 \| 94,849人 \| \| \| 1985年 \| 99,628人 \| \| \| 1990年 \| 101,253人 \| \| \| 1995年 \| 106,107人 \| \| \| 2000年 \| 108,356人 \| \| \| 2005年 \| 110,085人 \| \| \| 2010年 \| 110,473人 \| \| \| 2015年 \| 110,010人 \| \| \| 2020年 \| 109,513人 \| \| |                                               |  |
| 資料來源：日本總務省統計中心提供之人口普查數據 |                                               |  |
| 1970年 | 78,263人                                      |  |
| 1975年 | 87,617人                                      |  |
| 1980年 | 94,849人                                      |  |
| 1985年 | 99,628人                                      |  |
| 1990年 | 101,253人                                     |  |
| 1995年 | 106,107人                                     |  |
| 2000年 | 108,356人                                     |  |
| 2005年 | 110,085人                                     |  |
| 2010年 | 110,473人                                     |  |
| 2015年 | 110,010人                                     |  |
| 2020年 | 109,513人                                     |  |

## 歷史
現在的市中心過去為丸龜藩的城下町。天正15年(1587年)，生駒親正入主讚岐國。慶長2年（1597年），生駒親正與其子生駒一正在龜山地區築城，並命名為丸龜城，當地也以「丸龜」做為地名。慶長6年（1601年）生駒氏一族從宇多津遷移至丸龜城，但丸龜城在元和元年（1615年）因德川幕府實施一國一城令而被廢棄。
寛永17年（1640年)，高松藩第4代藩主生駒高俊因被捲進氏族內亂，而被幕府減封並流放至出羽國由利郡的矢島。隔年(1641年)，山崎家治轉封至同年成立的丸龜藩5萬石，並從肥後國富岡藩移至此地。之後山崎家治獲幕府許可重建丸龜城，並於慶安2年(1649年)重建完成。明曆3年(1657年)山崎家絕嗣後，丸龜藩由大洲藩藩主加藤氏治理。萬治元年(1658年)，京極高和出任丸龜藩藩主，領地為6萬67石。

### 年表
- 1890年2月15日：實施町村制，現在的轄區在當時分屬：
  - 那珂郡：丸龜町、六鄉村、南村、郡家村、垂水村、廣島村、本島村。
  - 鵜足郡：土器村、川西村、飯野村、川津村、坂本村、法勲寺村、富熊村、栗熊村、岡田村。
- 1899年4月1日：
  - 丸龜町改制為丸龜市。
  - 那珂郡和多度郡合併為仲多度郡。
  - 阿野郡和鵜足郡合併為綾歌郡。
- 1917年6月1日：六鄉村被併入丸龜市。
- 1951年4月1日：
  - 南村被併入丸龜市。
  - 栗熊村和富熊村合併為久萬玉村。
- 1954年3月31日：本島村和川西村被併入丸龜市。
- 1954年5月3日：土器村被併入丸龜市。
- 1954年10月17日：郡家村被併入丸龜市。
- 1955年1月1日：川津村被廢除，部分轄區被併入丸龜市，其餘地區被併入坂出市。
- 1955年3月10日：善通寺市的原田町和金藏寺町的部分地區被併入丸龜市。
- 1955年5月3日：飯野村的部分地區被併入丸龜市。
- 1956年8月1日：法勲寺村和坂本村合併為飯山町。
- 1958年5月1日：垂水村和廣島村被併入丸龜市。
- 1959年4月1日：久萬玉村和岡田村合併為綾歌町。
- 2005年3月22日：丸龜市、綾歌町、飯山町合併為新設置的丸龜市。[15]

### 變遷表
| 1890年2月15日 | 1890年 - 1926年         | 1926年 - 1954年                                | 1955年 - 1989年                                | 1955年 - 1989年           | 1989年 - 現在              | 現在                       |
| ------------- | ----------------------- | ---------------------------------------------- | ---------------------------------------------- | ------------------------- | -------------------------- | -------------------------- |
| 川津村        | 川津村                  | 川津村                                         | 1955年1月1日 併入坂出市                        | 1955年1月1日 併入坂出市   | 1955年1月1日 併入坂出市    | 1955年1月1日 併入坂出市    |
| 川津村        | 川津村                  | 川津村                                         | 1955年1月1日 併入飯野村                        | 1955年5月3日 併入丸龜市   | 2005年3月22日 合併為丸龜市 | 2005年3月22日 合併為丸龜市 |
| 飯野村        |                         |                                                |                                                | 1955年5月3日 併入丸龜市   | 2005年3月22日 合併為丸龜市 | 2005年3月22日 合併為丸龜市 |
| 本島村        | 本島村                  | 1954年3月31日 併入丸龜市                       | 丸龜市                                         | 丸龜市                    | 2005年3月22日 合併為丸龜市 | 2005年3月22日 合併為丸龜市 |
| 丸龜町        | 1899年4月1日 丸龜市     | 丸龜市                                         | 丸龜市                                         | 丸龜市                    | 2005年3月22日 合併為丸龜市 | 2005年3月22日 合併為丸龜市 |
| 六鄉村        | 1917年6月1日 併入丸龜市 | 丸龜市                                         | 丸龜市                                         | 丸龜市                    | 2005年3月22日 合併為丸龜市 | 2005年3月22日 合併為丸龜市 |
| 南村          | 南村                    | 1951年4月1日 併入丸龜市                        | 丸龜市                                         | 丸龜市                    | 2005年3月22日 合併為丸龜市 | 2005年3月22日 合併為丸龜市 |
| 川西村        | 川西村                  | 1954年3月31日 併入丸龜市                       | 丸龜市                                         | 丸龜市                    | 2005年3月22日 合併為丸龜市 | 2005年3月22日 合併為丸龜市 |
| 土器村        | 土器村                  | 1954年5月3日 併入丸龜市                        | 丸龜市                                         | 丸龜市                    | 2005年3月22日 合併為丸龜市 | 2005年3月22日 合併為丸龜市 |
| 郡家村        | 郡家村                  | 1954年10月17日 併入丸龜市                      | 丸龜市                                         | 丸龜市                    | 2005年3月22日 合併為丸龜市 | 2005年3月22日 合併為丸龜市 |
| 垂水村        | 垂水村                  | 垂水村                                         | 垂水村                                         | 1958年5月1日 併入丸龜市   | 2005年3月22日 合併為丸龜市 | 2005年3月22日 合併為丸龜市 |
| 廣島村        |                         |                                                |                                                | 1958年5月1日 併入丸龜市   | 2005年3月22日 合併為丸龜市 | 2005年3月22日 合併為丸龜市 |
| 坂本村        | 坂本村                  | 坂本村                                         | 坂本村                                         | 1956年8月1日 合併為飯山町 | 2005年3月22日 合併為丸龜市 | 2005年3月22日 合併為丸龜市 |
| 法勲寺村      |                         |                                                |                                                | 1956年8月1日 合併為飯山町 | 2005年3月22日 合併為丸龜市 | 2005年3月22日 合併為丸龜市 |
| 富熊村        | 富熊村                  | 1951年4月1日 合併為久榮村 同日又改名為久萬玉村 | 1951年4月1日 合併為久榮村 同日又改名為久萬玉村 | 1959年4月1日 合併為綾歌町 | 2005年3月22日 合併為丸龜市 | 2005年3月22日 合併為丸龜市 |
| 栗熊村        |                         | 1951年4月1日 合併為久榮村 同日又改名為久萬玉村 | 1951年4月1日 合併為久榮村 同日又改名為久萬玉村 | 1959年4月1日 合併為綾歌町 | 2005年3月22日 合併為丸龜市 | 2005年3月22日 合併為丸龜市 |
| 岡田村        |                         |                                                |                                                | 1959年4月1日 合併為綾歌町 | 2005年3月22日 合併為丸龜市 | 2005年3月22日 合併為丸龜市 |

## 交通
當地自古即為瀨戶內海的海上交通要地，過去曾有渡輪往返位於對岸的岡山縣下津井港，並可接續下津井電鐵線，但在瀨戶大橋通車後，海上運輸的功能變大為降低。

### 鐵路
- 四國旅客鐵道
  - 予讚線：丸龜車站 - 讚岐鹽屋車站
- 高松琴平電氣鐵道
  - 琴平線：岡田車站 - 栗熊車站

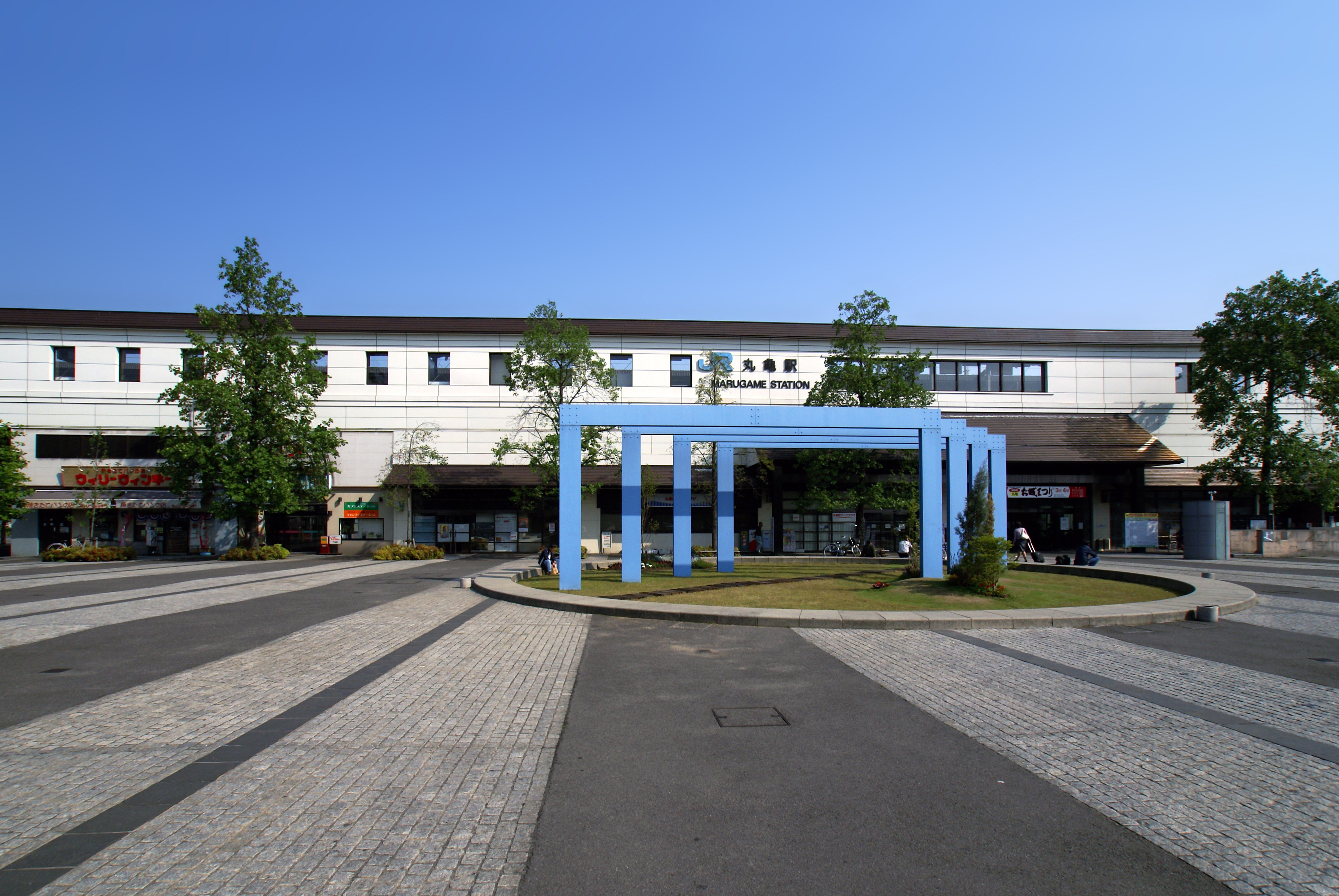
丸龜車站
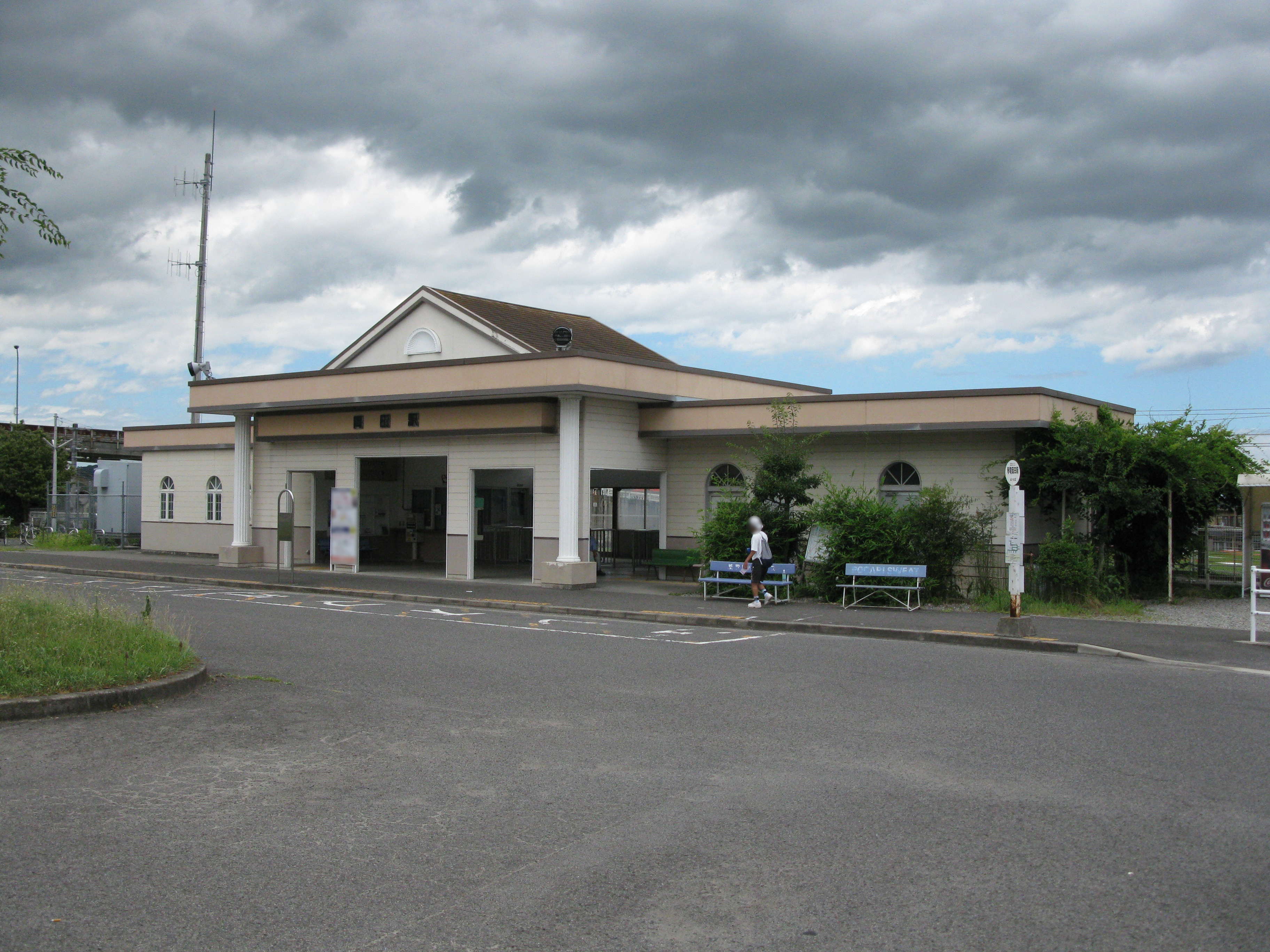
岡田車站
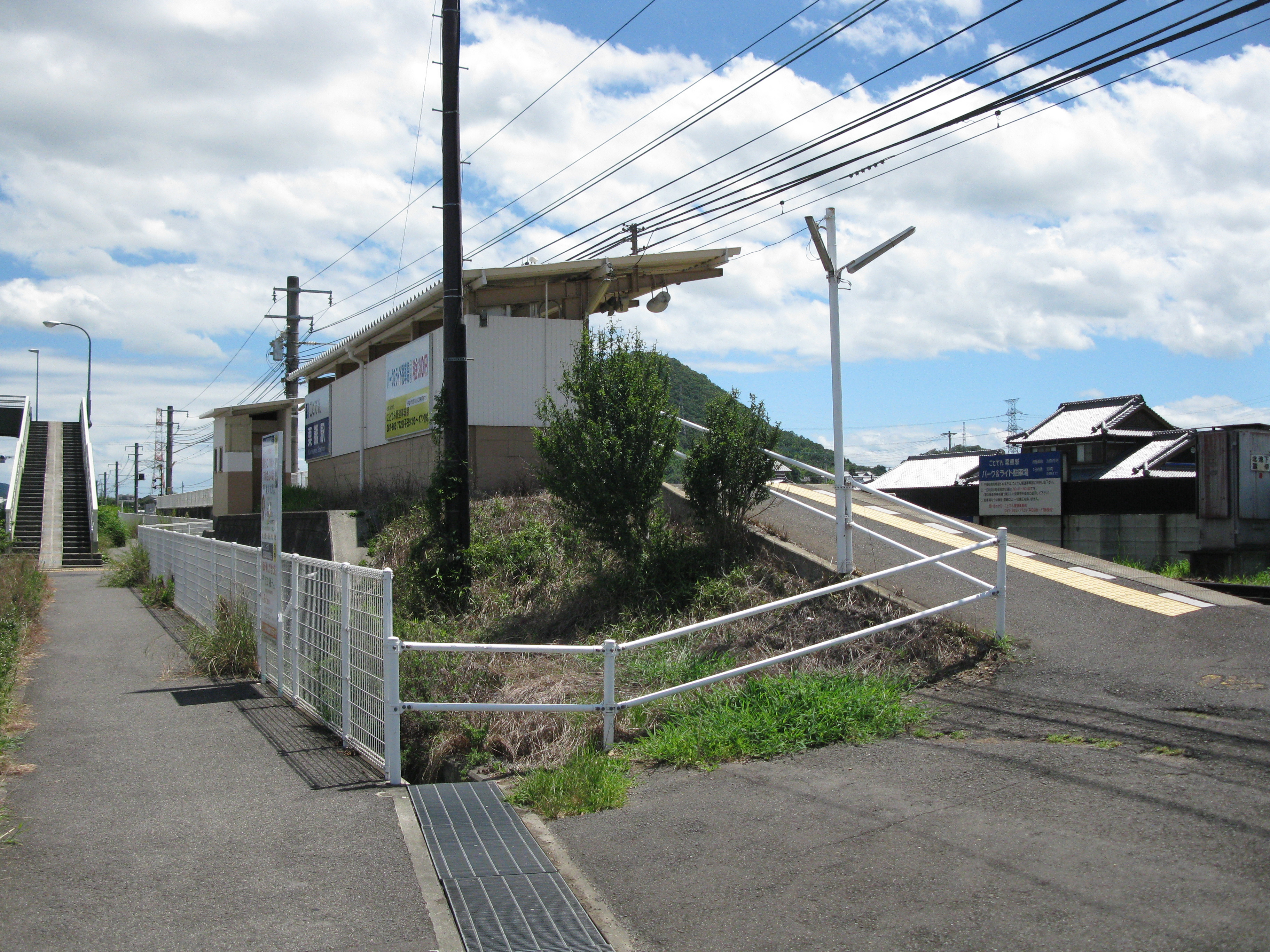
栗熊車站

### 渡輪
從丸龜港有許多定期渡輪可往返瀨戶內海上的島嶼，經營渡輪的公司包括本島汽船、六口丸海運、備讚渡輪、廣島汽船。

### 道路
高松自動車道雖通過轄區，但未於轄區內設置交流道，距離近的交流道包括坂出交流道、善通寺交流道以及瀨戶中央自動車道的坂出北交流道。

## 觀光

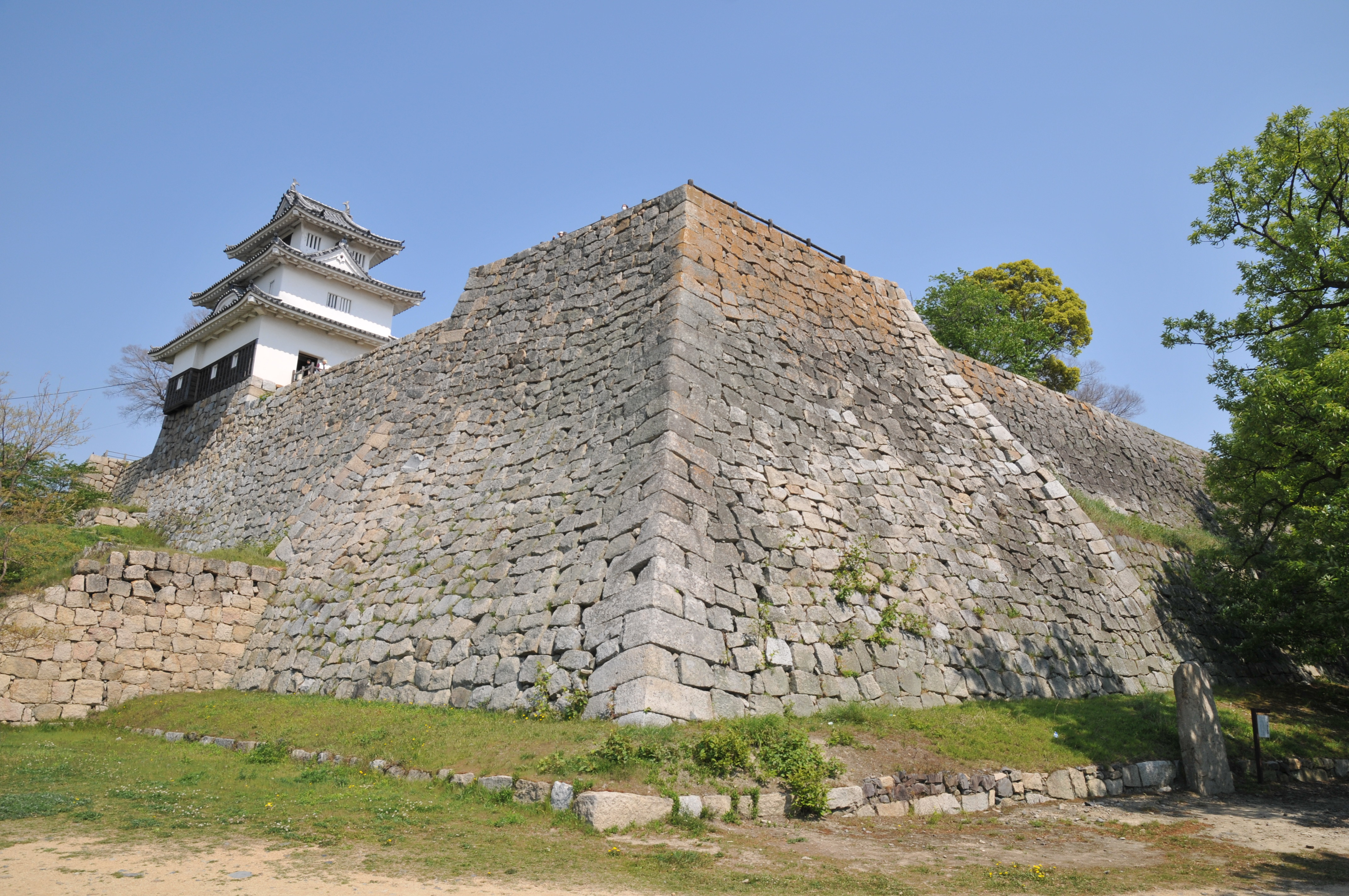
丸龜城
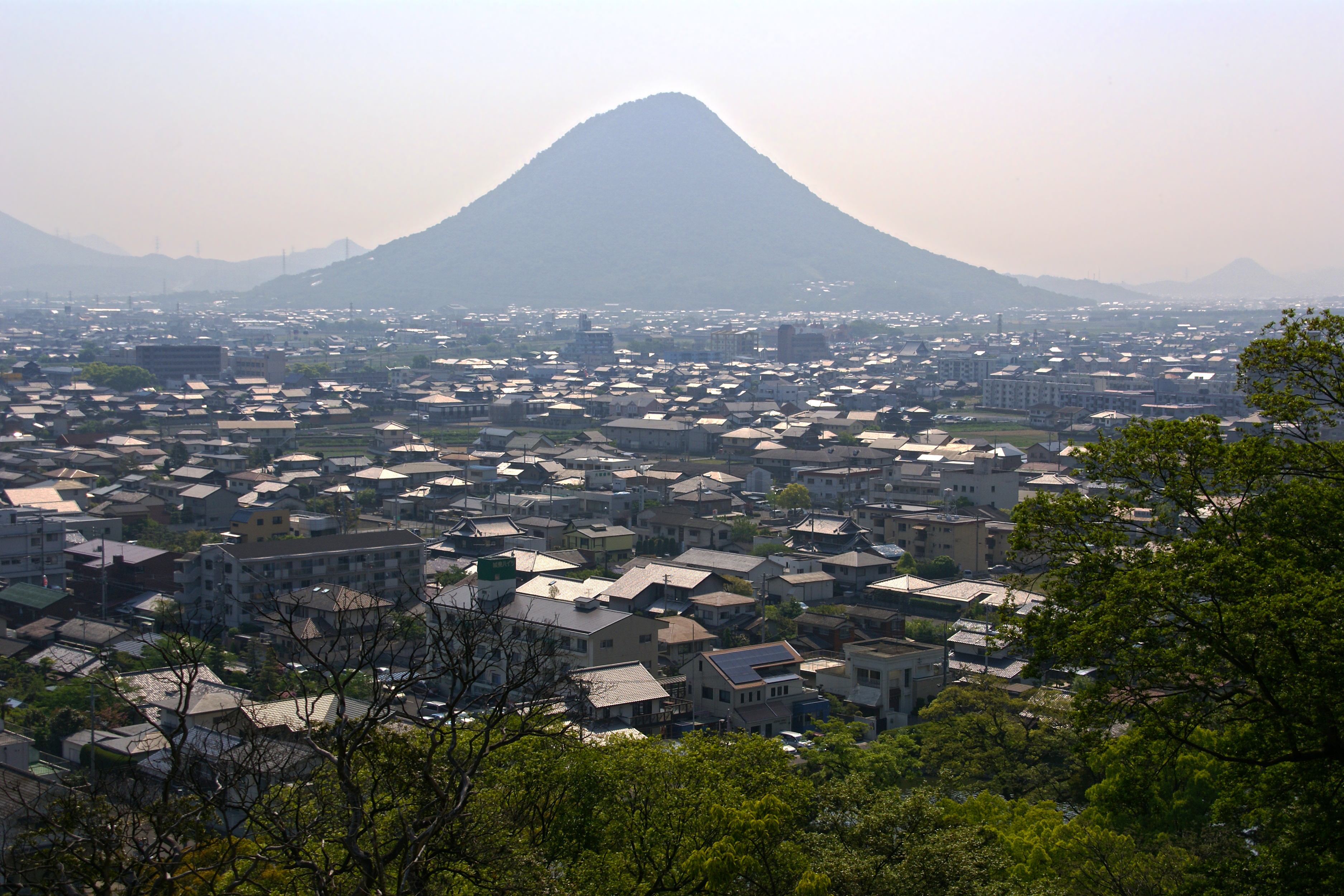
飯野山

- 金毘羅街道
- 秋寅之館
- 飯野山（讚岐富士）
- 鹽飽勤番所
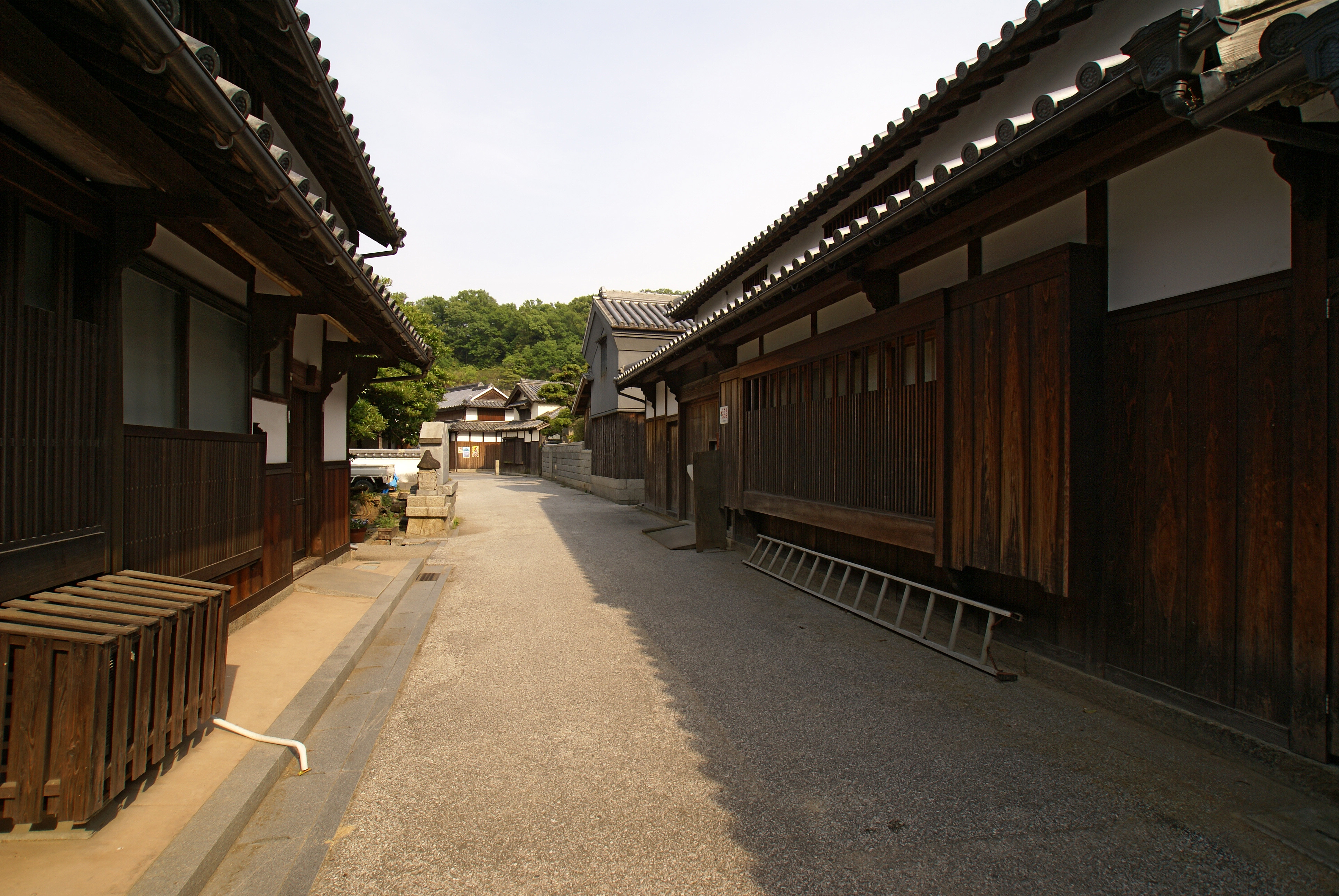
鹽飽本島町笠島重要傳統建造物群保存地區
- 快天山古墳
- 中津萬象園
- 太助燈籠（金毘羅講燈籠）
- 丸龜市猪熊弦一郎現代美術館
- 壽覺院（丸龜藩主山崎家的菩提寺）
- 本島泊海水浴場：快水浴場百選
- 丸龜競艇場

- 丸龜城
- 飯野山
- 鹽飽本島町笠島傳統建築群

祭典、活動
- 丸龜城祭 - 5月上旬
- 香川丸龜國際半馬拉松 - 2月

## 教育

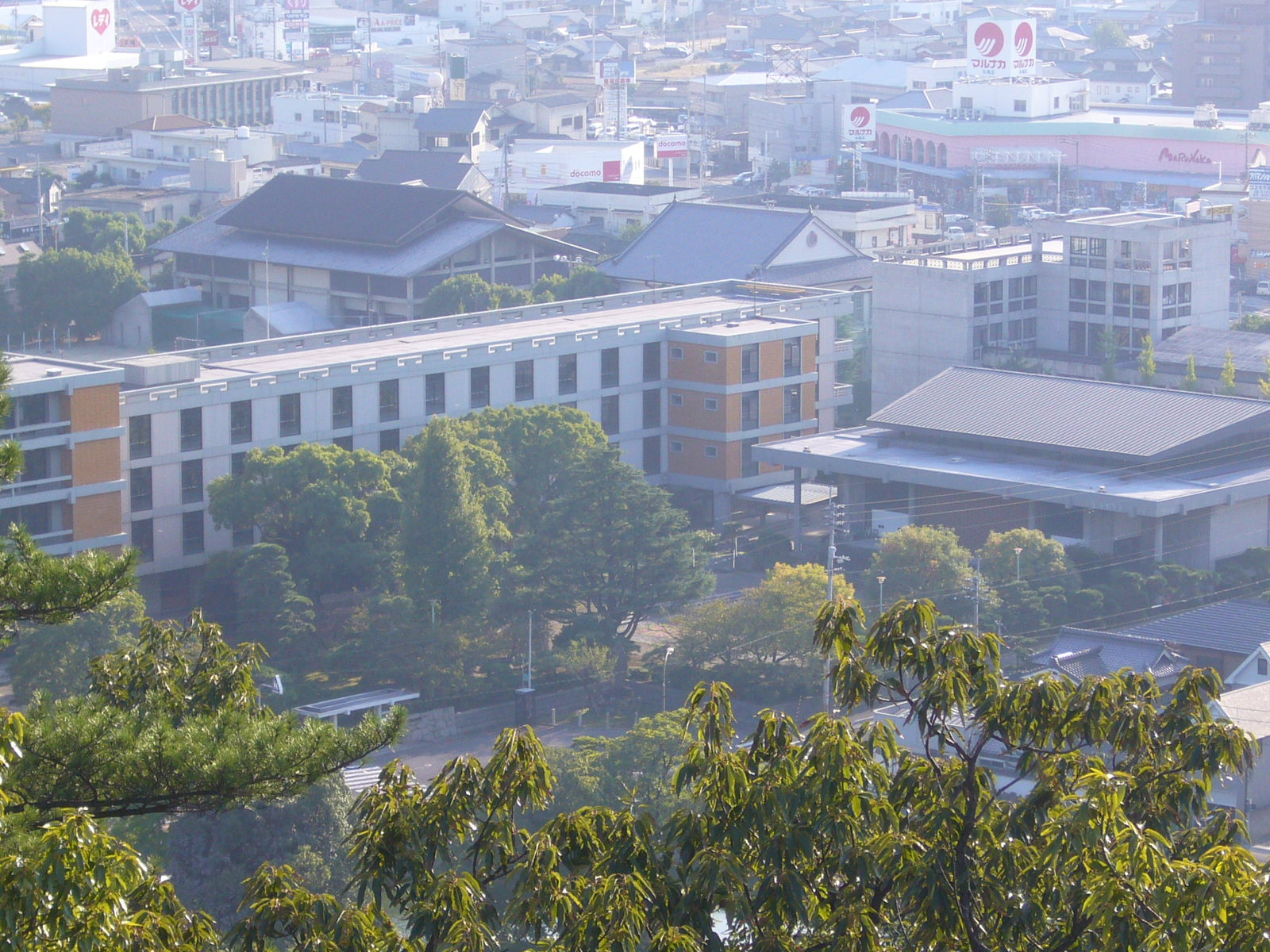
丸龜高等學校

高等学校
- 今治精華高等學校（日语：今治精華高等学校）丸龜校
- 大手前中學校及高等學校（日语：大手前丸亀中学・高等学校）
- 星槎國際高等縣校（日语：星槎国際高等学校）香川校區丸龜校
- 香川縣藤井中學及高等學校（日语：香川県藤井中学・高等学校）
- 村上學園高等學校（日语：村上学園高等学校）
- 香川縣立丸龜高等學校（日语：香川県立丸亀高等学校）
- 香川縣立丸龜城西高等學校（日语：香川県立丸亀城西高等学校）
- 香川県立飯山高等学校香川縣立飯山高等學校（日语：香川県立飯山高等学校香川縣立飯山高等學校）

## 姊妹、友好城市

### 日本
- 七尾市（石川縣）
於1974年11月1日締結為親善都市[20]
- 京極町（北海道虻田郡）
- 由利本莊市（秋田縣）：原矢島町
- 米原市（滋賀縣西伯郡）：原山東町
- 今治市（愛媛縣）：原朝倉村
- 東溫市（愛媛縣）：原重信町

### 海外
- 圣塞瓦斯蒂安 （西班牙巴斯克自治區吉普斯夸省）
於1990年11月6日締結為姊妹城市。
- 張家港市（中華人民共和國江蘇省蘇州市）
於 1999年5月28日締結為友好城市
- 瓜達洛普（美國加州）

## 本地出身之名人
- 山內俊夫：企業家、前參議院議員
- 磯崎仁彦：參議院議員
- 金子正則：前香川縣知事
- 大西秀人：高松市長
- 齋賀富美子：國際刑事法院第一位日本籍法官
- 平澤和重：外交官
- 大杉榮：無政府主義份子
- 三木成夫：解剖學學者
- 市川右太衛門：時代劇演員；北大路欣也之父
- 岩倉沙織：女演員
- 豬熊弦一郎：西洋畫家
- 中川幸夫 ：華道作家、藝術家
- 山下貴光：推理作家
- 中村光一：遊戲開發者、企業家
- 馬頭ちーめい：漫畫家
- 本廣克行：電影導演
- 牛田悠里：籃球選手
- 若三杉彰晃：前大相撲關脇
- 三野勝大：前職業棒球選手
- 秋山拓巳：職業棒球選手
- 琴勇輝一巖:現役大相撲力士

## 外部連結
- （日語） 官方网站
- （日語） 中讚廣域行政事務組合（页面存档备份，存于）